# Parque Santa Mónica
Parque Santa Mónica, es un parque público chileno. Está ubicado en la Avenida Los Zapadores 1190 y calle Guanaco, comuna de Recoleta, Santiago, Chile y forma parte de una red de parques, perteneciente al Programa de Parques Urbanos del Ministerio de Vivienda y Urbanismo de Chile.
El parque fue creado en 1993, tiene una extensión de siete hectáreas, y en él se puede encontrar una variedad de equipamientos para hacer deportes. También hay un espacio con juegos infantiles, una laguna artificial en su centro, varias bancas, basureros, frondosa vegetación y árboles varios, como palmeras. Este parque permite el acceso a mascotas, lo cual motiva que muchas personas lleven a pasear sus animales.